# Yes? No?
Yes? No? – дебютный мини-альбом южнокорейской певицы Сюзи. Был выпущен 24 января 2017 года лейблом JYP Entertainment при поддержке KT Music. Состоит из шести песен, включая синглы «Pretend» и «Yes No Maybe».

## Написание и релиз
2 декабря 2016 года было объявлено, что Сюзи дебютирует сольным артистом в январе 2017 года, став второй участницей miss A, которая дебютирует в качестве самостоятельной исполнительницы (после Фэй). 10 января 2017 года Пак Чин Ён рассказал, что стал автором и продюсером главного сингла. 24 января состоялся официальный выход альбома.

## Список композиций
| №                   | Название                                                            | Текст песни               | Музыка                    | Аранжировка               | Длительность |
| ------------------- | ------------------------------------------------------------------- | ------------------------- | ------------------------- | ------------------------- | ------------ |
| 1.                  | «Pretend» (행복한 척; Haengbokhan Cheok)                            | Armadillo                 | Armadillo                 | Armadillo                 | 3:41         |
| 2.                  | «Yes No Maybe»                                                      | J.Y. Park "The Asiansoul" | J.Y. Park "The Asiansoul" | J.Y. Park "The Asiansoul" | 3:06         |
| 3.                  | «Sick and Tired (feat. Reddy)» (다 그런거잖아; Da Geureongeo Janha) | Kim Won G.Soul            | Kim Won G.Soul            | Kim Won                   | 3:39         |
| 4.                  | «Preference (Les Préférences)» (취향; Chwihyang)                    | Сюзи                      | 1Piece                    | 1Piece                    | 4:28         |
| 5.                  | «Question Mark» (난로 마냥; Nanro Manyang)                          | Suzy                      | Сюзи Jo Hyun-ah           | Shim Eunjee               | 4:02         |
| 6.                  | «Little Wildflower» (꽃마리; Kkochmari)                             | Epitone Project           | Epitone Project           | Epitone Project           | 4:04         |
| Общая длительность: | Общая длительность:                                                 | Общая длительность:       | Общая длительность:       | Общая длительность:       | 23:00        |

## Чарты
| Чарт (2017)            | Пиковая позиция |
| ---------------------- | --------------- |
| Gaon Album Chart       | 2               |
| Billboard World Albums | 15              |

| Чарт (2017)      | Пиковая позиция |
| ---------------- | --------------- |
| Gaon Album Chart | 14              |

## Продажи
| Страна             | Продажи |
| ------------------ | ------- |
| Южная Корея (Gaon) | 11,020  |

## Награды и номинации

### Музыкальные программы
| Песня     | Программа  | Дата                |
| --------- | ---------- | ------------------- |
| «Pretend» | Music Bank | 23 января 2017 года |
| «Pretend» | Music Bank | 3 февраля 2017 года |